# Scopula illustris
Scopula illustris är en fjärilsart som beskrevs av Rudolf Pinker 1968. Scopula illustris ingår i släktet Scopula och familjen mätare. Inga underarter finns listade.